# Helmut Tausendteufel
Helmut Tausendteufel (* 1960 in der Nähe von Passau) ist ein deutscher Kriminalsoziologe an der Hochschule für Wirtschaft und Recht Berlin im Fachbereich Polizei und Sicherheitsmanagement.

## Wirken
Tausendteufel promovierte 1997 am Institut für Forensische Psychiatrie und am Institut für Soziologie der FU Berlin. Er beschäftigt sich hauptsächlich mit den Bedingungen, unter denen es zur Tötung des Intimpartners kommt. In einer Studie untersuchte er 200 Fälle von Partnertötungen und beschrieb diesen Prozess als ein Wechselspiel von Trennung und Versöhnung. Bis 2010 forschte Tausendteufel an einem Projekt für das Bundeskriminalamt über den Zusammenhang von Täteralter und Tatortvariablen.
Nach Mitarbeit in verschiedenen Evaluationsprojekten im Bereich der Sozialen Arbeit folgten empirische Forschungsprojekte zur Entwicklung von Rechtsextremismus und Gewaltbereitschaft im Jugendalter (IfK, Universität Potsdam) und zur Erschließung und Nutzung von Stadträumen von Kindern und Jugendlichen (TOPOS). Tausendteufel gehörte im März 2001 zum Gremium der elf deutschen Experten der empirischen Sozialforschung, die die unterschiedlichen Messkonventionen zum Rechtsextremismus zusammenführten (Näheres siehe unter „Mitte“-Studien). Er war beteiligt an der Analyse und Bewertung von aufgeklärten Tötungsdelikten in Berlin hinsichtlich ihrer politischen Aspekte (1990–2014) am Zentrum für Antisemitismusforschung der TU Berlin.
Seit 2015 arbeitet er an der Seite von Claudius Ohder an einem Projekt zum Thema Antischwule Gewaltdelikte.

## Schriften

### Bücher
- Die Kehrseite der romantischen Liebe. Intimpartnertötungen in West-Berlin in den Jahren zwischen 1950 und 1989. Verlag für Wissenschaft und Forschung, Berlin 1998. ISBN 3-89700-041-5 [zugl. Diss.; FU Berlin, 1997.]
- mit: Gabriele Bindel-Kögel; Wolfgang Kühnel: Deliktunspezifische Mehrfachtäter als Zielgruppe von Ermittlungen im Bereich der sexuellen Gewaltdelikte. Kooperationen mit Intensivstraftäterprogrammen und Datenabgleich (Rasterung) als Ermittlungsstrategien. Polizei + Forschung Bd. 34, BKA (Hrsg.), Luchterhand, München 2006. ISBN 3-472-06715-2

### Beiträge
- Wenn Intimität zum Mord führt. Tötungsdelikte in Partnerschaften. In: Mitteilungen der DFG. Nr. 4, 1997, S. 9–10.
- Perversion als Liebe. Zum Verhältnis von Liebe und Gewalt bei Intimpartnertötungen. In: Kornelia Hahn; Günter Burkart: Grenzen und Grenzüberschreitungen der Liebe. Studien zur Soziologie intimer Beziehungen II. VS Verlag für Sozialwissenschaften, Wiesbaden 2000, S. 199–221. ISBN 3-8100-2564-X
- mit Ben Kühle: Freizeitangebote und Freizeitmöglichkeiten. In: Dietmar Sturzbecher: Jugendtrends in Ostdeutschland. Bildung, Freizeit, Politik, Risiken. Längsschnittanalysen zur Lebenssituation und Delinquenz 1999–2001. VS Verlag für Sozialwissenschaften, 2002, S. 64–82. ISBN 3-322-99811-8
- mit Dietmar Sturzbecher: Gewalt unter Jugendlichen. Trends und Ursachen. In: Vereintes Deutschland – geteilte Jugend. Ein politisches Handbuch. Leske + Budrich, Opladen 2003, S. 197–212. ISBN 3-8100-3560-2
- mit Stephan Stahlschmidt; Wolfgang K. Härdle: Bayesian Networks and sex-related homicides. Sonderforschungsbereich 649 (Economic Risk), Discussion Paper 2011-045, Berlin 2005. (Online-Version)
- mit Wolfgang Kühnel: Deliktunspezifische Mehrfachtäter als Zielgruppe von Sexualermittlern? BKA (Hrsg.), 2006. (Online-Version) (13 Seiten)
- mit Celina Sonka: APES – Analytisch gestützte Priorisierung von Ermittlungen bei Sexualdelikten. BKA (Hrsg.), 2008. (Online-Version) (54 Seiten)
- mit Stephan Stahlschmidt; Wolfgang Kühnel: Bestimmung des Täteralters bei sexuell assoziierten Tötungsdelikten auf der Basis von Tatgeschehensmerkmalen (Altersprojekt). BKA (Hrsg.), 2010. (Online-Version) (172 S.)
- mit Wolfgang Kühnel: Strukturierheit des Täterhandelns als Grundlage zur Altersbestimmung bei sexuell assoziierten Tötungsdelikten. In: Kriminalistik, Jg. 1965, Nr. 8–9, Aug.–Sep. 2011, S. 550–551.
- Die Herstellung von Sicherheit in der Stadt Nürnberg. Akteure, Bilder und Maßnahmen in der städtischen Sicherheitsproduktion. TU Berlin Fachgebiet „Stadt- und Regionalökonomie“ Sekr. B 4 Prof. Dr. Dietrich Henckel, Berlin 2013. (Online-Version)
- Bayesian networks for sex-related homicides. Structure learning and prediction. In: Journal of Applied Statistics 40(6), Juni 2013.
- mit Claudius Ohder: Das besonders beschleunigte vereinfachte Jugendverfahren in Berlin eine Evaluationsstudie des Neuköllner Modells. HWR Berlin Fachbereich 5 „Polizei und Sicherheitsmanagement“, Berlin 2014. (Online-Version)
- mit Jan Abt: Die Spezifik lokaler Sicherheitsprobleme und städtische Sicherheitspolitik. Die Schwierigkeit einer rationalen Kriminalpolitik unter den Bedingungen dynamischer Sicherheitsarrangements. In: Dynamische Arrangements städtischer Sicherheit (DynAss). Akteure, Kulturen, Bilder. Springer VS, 2014, S. 27–62. (Online-Version)
- Zivilgesellschaftliches Handeln im Rahmen dynamischer Sicherheitsarrangements. In: Dynamische Arrangements städtischer Sicherheit. Akteure, Kulturen, Bilder. Springer VS, 2014, S. 119–142.